# Giro d'Itàlia de 1954
El Giro d'Itàlia de 1954 fou la trenta-setena edició del Giro d'Itàlia i es disputà entre el 21 de maig i el 13 de juny de 1954, amb un recorregut de 4.337 km distribuïts en 22 etapes, una d'elles contrarellotge individual i una altra contrarellotge per equips. Aquesta és l'edició més llarga de la història del Giro d'Itàlia. 105 ciclistes hi van prendre part, acabant-la 67 d'ells. La sortida es feu des de Palerm i l'arribada fou a Milà, després de passar també per territori suís.

## Història
El suís Carlo Clerici, gregari d'Hugo Koblet, va prendre el relleu de Fausto Coppi, els quals sols pogué acabar en quarta posició. Clerici va basar la seva victòria en una llarga escapada en la 6a etapa que li proporcionà més de mitja d'avantatge respecte als grans favorits. Tot i no ser un gran escalador el pogué mantenir còmodament el lideratge durant la resta de la cursa. El seu compatriota Hugo Koblet tornà a quedar en segona posició, i Nino Assirelli, que també formava part de l'escapada de la 6a etapa, completà el podi.

## Etapes
| Etapa | Data       | Recorregut                             | Km  | Vencedor d'etapa          | Líder de la general    |
| ----- | ---------- | -------------------------------------- | --- | ------------------------- | ---------------------- |
| 1a    | 21 de maig | Palerm – Monte Pellegrino (CRE)        | 36  | Bianchi (ITA)             | Fausto Coppi (ITA)     |
| 2a    | 22 de maig | Palerm - Taormina                      | 280 | Giuseppe Minardi (ITA)    | Giuseppe Minardi (ITA) |
| 3a    | 23 de maig | Reggio Calabria - Catanzaro            | 172 | Nino Defilippis (ITA)     | Giuseppe Minardi (ITA) |
| 4a    | 24 de maig | Catanzaro - Bari                       | 352 | Angelo Conterno (ITA)     | Giuseppe Minardi (ITA) |
| 5a    | 26 de maig | Bari - Nàpols                          | 279 | Rik van Steenbergen (BEL) | Gerrit Voorting (NED)  |
| 6a    | 27 de maig | Nàpols - L'Aquila                      | 252 | Carlo Clerici (SUI)       | Carlo Clerici (SUI)    |
| 7a    | 28 de maig | L'Aquila - Roma                        | 150 | Giorgio Albani (ITA)      | Carlo Clerici (ITA)    |
| 8a    | 29 de maig | Roma - Chianciano Terme                | 195 | Giovanni Pettinati (ITA)  | Carlo Clerici (SUI)    |
| 9a    | 30 de maig | Chianciano Terme - Florència           | 211 | Giovanni Corrieri (ITA)   | Carlo Clerici (SUI)    |
| 10a   | 31 de maig | Florència - Cesenatico                 | 230 | Pietro Giudici (ITA)      | Carlo Clerici (SUI)    |
| 11a   | 1 de juny  | Cesenatico - Abetone                   | 251 | Mauro Gianneschi (ITA)    | Carlo Clerici (SUI)    |
| 12a   | 2 de juny  | Abetone - Gènova                       | 211 | Hilaire Couvreur (BEL)    | Carlo Clerici (SUI)    |
| 13a   | 3 de juny  | Gènova - Torí                          | 251 | Wout Wagtmans (NED)       | Carlo Clerici (SUI)    |
| 14a   | 4 de juny  | Torí - Brescia                         | 240 | Annibale Brasola (ITA)    | Carlo Clerici (SUI)    |
| 15a   | 6 de juny  | Gardone Riviera - Riva del Garda (CRI) | 42  | Hugo Koblet (SUI)         | Carlo Clerici (SUI)    |
| 16a   | 7 de juny  | Riva del Garda - Abano Terme           | 131 | Rik van Steenbergen (BEL) | Carlo Clerici (SUI)    |
| 17a   | 8 de juny  | Abano Terme - Pàdua                    | 105 | Rik van Steenbergen (BEL) | Carlo Clerici (SUI)    |
| 18a   | 9 de juny  | Pàdua - Grado                          | 177 | Adolfo Grosso (ITA)       | Carlo Clerici (SUI)    |
| 19a   | 10 de juny | Grado - San Martino di Castrozza       | 247 | Wout Wagtmans (NED)       | Carlo Clerici (SUI)    |
| 20a   | 11 de juny | San Martino di Castrozza - Bolzano     | 152 | Fausto Coppi (ITA)        | Carlo Clerici (SUI)    |
| 21a   | 12 de juny | Bolzano - Sankt Moritz (SUI)           | 222 | Hugo Koblet (SUI)         | Carlo Clerici (SUI)    |
| 20a   | 13 de juny | Sankt Moritz (SUI) - Milà              | 222 | Rik van Steenbergen (BEL) | Carlo Clerici (SUI)    |

## Classificacions finals

### Classificació general
| Classificació General                  | Classificació General  | Classificació General | Classificació General |
| Pos.                                   | Ciclista               | Equip                 | Temps                 |
| -------------------------------------- | ---------------------- | --------------------- | --------------------- |
| 1                                      | Carlo Clerici (SUI)    | Guerra                | 129h 13' 07"          |
| 2                                      | Hugo Koblet (SUI)      | Guerra                | + 24' 16"             |
| 3                                      | Nino Assirelli (ITA)   | Arbos                 | + 26' 28"             |
| 4                                      | Fausto Coppi (ITA)     | Bianchi               | + 31' 17"             |
| 5                                      | Giancarlo Astrua (ITA) | Atala                 | + 33' 09"             |
| 6                                      | Fiorenzo Magni (ITA)   | Nivea                 | + 34' 01"             |
| 7                                      | Gerrit Voorting (NED)  | Locomotief            | + 35' 05"             |
| 8                                      | Pasquale Fornara (ITA) | Bottecchia            | + 36' 21"             |
| 9                                      | Fritz Schaer (SUI)     | Guerra                | + 40' 51"             |
| 10                                     | Angelo Conterno (ITA)  | Frejus                | + 41' 07"             |
| 105 participants, 67 acabaren la cursa |                        |                       |                       |

### Classificació de la muntanya
|   | Ciclista                | Equip   | Punts |
| - | ----------------------- | ------- | ----- |
| 1 | Fausto Coppi (ITA)      | Bianchi | --    |
| 2 | Giancarlo Astrua (ITA)  | Atala   | --    |
| 3 | Primo Volpi (ITA)       | Arbos   | --    |
| 3 | Mauro Gianneschi (ITA)  | Arbos   | --    |
| 3 | Vincenzo Rossello (ITA) | Nivea   | --    |
| 3 | Angelo Conterno (ITA)   | Frejus  | --    |